# Good Girl (The Night Skinny)
Good Girl è  un singolo del DJ producer italiano The Night Skinny, pubblicato l'11 ottobre 2024 come secondo estratto dal settimo album in studio Containers.
Il brano ha visto le partecipazioni vocali dei rapper Rkomi, Ernia e Bresh.

## Tracce
Testi di Mirko Martorana, Matteo Professione e Andrea Brasi, musiche di Luca Pace.
1. Good Girl (feat. Rkomi, Ernia e Bresh) – 2:43

## Classifiche
| Classifica (2024) | Posizione massima |
| ----------------- | ----------------- |
| Italia            | 18                |